# بدر القطامي
بدر جاسم القطامي (1943 - 6 مارس 2009) فنان ورسام كويتي ومؤسس المدرسة التشكيلية في الكويت. تميزت لوحاته بنقل البعد التاريخي والبيئي والاجتماعي للكويت.

## نشأته و تعليمه
ولد بدر القطامي في عام 1943 ونشأ في حي القبلة (جبلة) وتنقل في عدد من الأحياء القديمة منها فريج سعود وفريج الغنيم وفريج بن سبت. وحصل تعليمه في عدد من المدارس منها المدرسة الأحمدية والمدرسة المباركية ومدرسة عمر بن الخطاب. وتعلم القطامي الفن التشكيلي من أستاذه عبد الحميد الفرس في مدرسة خالد بن الوليد. وقد شجعه الأستاذ عبد الحميد الفرس بتزويده بالأوراق وأدوات الرسم ويشجعه لإقامة أول معرض له في عام 1958. ثم درس الفن في القاهرة لمدة أربع سنوات (حتى عام 1966) وعاد للكويت دون الحصول على شهادة دراسية تتعلق بالفن. ثم أكمل دراسته في إنكلترا لمدة ستة أعوام (حتى عام 1972) إثر حصولة على بعثة دراسية. وحصل على البكالوريوس في الفنون الجميلة من هناك.

## أعماله
أثرى بدر القطامي الفن التشكيلي في الكويت، فقد قدم العديد من الأعمال التي تبرز التاريخ والبيئة الكويتية. فقد وثق القطامي في أعمالة البناء الكويتي القديم وحياة الكويتيين في فترة ما قبل النفط. وقد استخدم في أعماله الألوان الزيتية والفحم والرصاص. أقام أول معرض له وعمره 18 عاماً عام 1958 وكان آخر معرض في عام 2008. وقد كان يجهز لمعرضه القادم قبل أن يتوفى في 6 مارس 2009. و خلال فترة حياته أقام العديد من المعارض في الكويت و الدول العربية و الأوروبية.